# Noam Debaisieux
Noam Debaisieux (15 december 1999) is een Belgisch voetballer. Debaisieux is een jeugdproduct van Royal Excel Moeskroen.

## Carrière
Debaisieux stroomde in 2017 door van de Moeskroen-jeugd naar de A-ploeg. Op 14 mei 2017 maakte hij zijn debuut in eerste klasse in de Play-off II-wedstrijd tegen KRC Genk: hij mocht in de 73e minuut invallen voor Mergim Vojvoda. Een maand later tekende Debaisieux zijn eerste profcontract bij Moeskroen. In december 2017 ondertekende hij een voltijds profcontract op Le Canonnier.
Debaisieux klokte in zijn eerste seizoen bij de profs af op twee wedstrijden. In het seizoen 2017/18 kreeg hij zijn kans in twaalf wedstrijden, maar dat waren voornamelijk (korte) invalbeurten. Voor het seizoen 2018/19 werd er dan ook gedacht aan een uitleenbeurt – AFC Tubize werd genoemd als mogelijk club –, maar Debaisieux bleef uiteindelijk bij Moeskroen.

## Statistieken
| Seizoen        | Club            | Land            | Competitie         | Competitie | Competitie | Beker | Beker | Internationaal | Internationaal | Totaal | Totaal |
| Seizoen        | Club            | Land            | Competitie         | Wed.       | Dlp.       | Wed.  | Dlp.  | Wed.           | Dlp.           | Wed.   | Dlp.   |
| -------------- | --------------- | --------------- | ------------------ | ---------- | ---------- | ----- | ----- | -------------- | -------------- | ------ | ------ |
| 2016/17        | Excel Moeskroen | Vlag van België | Jupiler Pro League | 2          | 0          | 0     | 0     | —              | —              | 2      | 0      |
| 2017/18        | Excel Moeskroen | Vlag van België | Jupiler Pro League | 12         | 0          | 0     | 0     | —              | —              | 12     | 0      |
| 2018/19        | Excel Moeskroen | Vlag van België | Jupiler Pro League | 0          | 0          | 0     | 0     | —              | —              | 0      | 0      |
| Carrièretotaal | Carrièretotaal  | Carrièretotaal  | Carrièretotaal     | 14         | 0          | 0     | 0     | 0              | 0              | 14     | 0      |

Bijgewerkt op 20 september 2018.